# دوري جزر كوك لكرة القدم 2002
دوري جزر كوك لكرة القدم 2002 (بالإنجليزية: 2002 Cook Islands Round Cup) هو موسم من دوري جزر كوك لكرة القدم. فاز فيه توبابا مارايرينغا.